# Sbor Církve adventistů sedmého dne Praha-Kobylisy
Sbor Církve adventistů sedmého dne Praha-Kobylisy se schází v modlitebně na adrese Čumpelíkova 1768/8. Sbor je ruskojazyčný.
Kazatelem sboru je br. Andriy Shamray. Starším sboru byl zvolen br. Vladimír Ilkov.
Sbor se schází na bohoslužby pravidelně každou sobotu v 10:00.